# Ernest Peterlin
Ernest Peterlin (Lubiana, 11 gennaio 1903 – Lubiana, 20 marzo 1946) è stato un ufficiale jugoslavo, di etnia slovena, che dopo la resa del Regno di Jugoslavia  collaborò con le potenze dell'Asse. Deciso anticomunista, durante la guerra fu capo militare della Milizia Volontaria Anti Comunista e poi uno dei principali esponenti della fazione filo-occidentale della Slovensko domobranstvo (Guardia territoriale slovena).

## Biografia
Peterlin era soldato di carriera nel Regio Esercito Jugoslavo. Al momento dell'invasione della Jugoslavia da parte dell'Asse, nell'aprile 1941, era capo di stato maggiore della 15ª Divisione di fanteria "Zetska" del 3º Gruppo d'armate jugoslavo, comandata dal generale di brigata Milenko Varjačić. Dopo la rapida vittoria dell'Asse e l'occupazione della Jugoslavia, Peterlin lavorò per promuovere la milizia pro-realista. Tuttavia, nel marzo 1942 la maggior parte degli ufficiali dell'esercito lealista che si trovavano nella neocostituita Provincia di Lubiana annessa dall'Italia, incluso Peterlin, furono arrestati e inviati nei campi di prigionia italiani "come misura precauzionale".

### A capo della Milizia Volontaria Anti Comunista (MVAC)

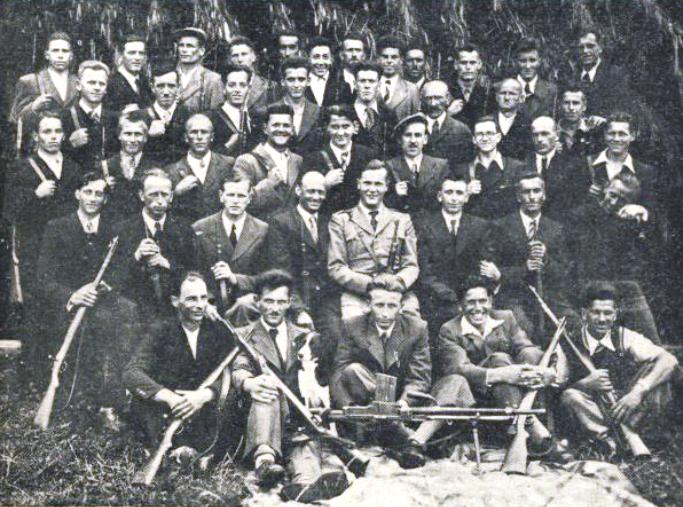
Prima unità della Milizia Volontaria Anticomunista in Slovenia

La principale forza di resistenza all'occupazione fu il movimento partigiano guidato da Josip Broz Tito. In Slovenia, questa resistenza fu guidata dal Fronte di Liberazione del Popolo Sloveno, in cui l'influenza comunista prevalse presto. La milizia filomonarchica assunse una posizione fondamentalmente anticomunista. Le forze di occupazione italiane sotto il generale Mario Roatta "erano ansiose di usare le forze anticomuniste come truppe ausiliarie".
Le stesse forze anticomuniste erano conscie "che dovevano rafforzare i loro gruppi armati e ottenere il riconoscimento e l'assistenza italiana per continuare la loro lotta contro i partigiani – che per loro, come per i cetnici, erano un nemico molto più pericoloso delle potenze occupanti".
Nell'agosto del 1942, Roatta visitò il vescovo Gregorij Rožman "ed esortò le forze cattoliche slovene a partecipare attivamente alla lotta contro i comunisti". Rožman rispose favorevolmente, inviando a Roatta, nel settembre 1942, un memorandum in cui invitava il generale a combattere i partigiani, rilasciando gli internati anticomunisti elencati per porli alla guida della Milizia Volontaria Anti Comunista (MVAC).
Peterlin fu tra quelli rilasciati dall'internamento e "divenne il capo delle unità slovene al servizio italiano", ma, secondo Jozo Tomašević:
(Jozo Tomasevich)
Nella primavera del 1943, la Legione slovena (Slovenska legija) nominò Peterlin comandante segreto di tutti i suoi uomini nel MVAC nella provincia di Lubiana.
Dopo l'armistizio dell'8 settembre 1943, la provincia di Lubiana fu completamente occupata dai tedeschi. Il generale delle SS Erwin Rösener, comandante delle forze tedesche nella provincia, cercò di continuare l'uso delle forze anticomuniste, e a tal fine ordinò la formazione dei Domobranci, le forze della Guardia Nazionale Slovena il 24 settembre 1943. Sebbene fossero "completamente armati, riforniti e pagati dalle autorità di occupazione tedesche" i Domobranci "non erano uniti nei loro obiettivi. Una fazione attorno al generale Leon Rupnik credeva sinceramente nei tedeschi e in ciò che rappresentavano. Un altro gruppo attorno al tenente colonnello Ernest Peterlin voleva infine collegarsi con gli Alleati occidentali".
Dall'inizio fino alla fine del 1944, Peterlin fu capo di stato maggiore del quartier generale organizzativo della Guardia interna slovena e dal febbraio 1944 fu anche comandante del suo gruppo di addestramento. Nel frattempo, il gruppo di ufficiali intorno a Peterlin "stava facendo piani clandestini in caso di invasione da parte degli Alleati occidentali, ed era in contatto con loro via radio". Il comando tedesco consapevole dell'atteggiamento filo-occidentale di questa fazione dei Domobranci, e preoccupati che in caso di sbarco alleato in Istria potessero cambiare schieramento, nel dicembre 1944, Peterlin e altri ufficiali filo-occidentali Domobranci furono arrestati dalla Gestapo e inviati al campo di concentramento di Dachau, forse dopo il tradimento di un infiltrato partigiano.
Peterlin rimase a Dachau fino alla fine della guerra, dopodiché fu rimpatriato forzatamente in Jugoslavia dove subì un processo sommario per collaborazione con il nemico e condannato a morte presso il tribunale distrettuale di Lubiana. Fu giustiziato per impiccagione il 20 marzo 1946.